# Lover of Life, Singer of Songs
Lover of Life, Singer of Songs (The Very Best of Freddie Mercury Solo) je dvostruki samostalni box set britanskog pjevača rock sastava Queen Freddija Mercuryja koji je u EU objavljen 4. rujna 2006. godine, dan uoči Mercuryjevog 60-tog rođendana, dok je u SADu objavljen 21. studenog 2006. godine, 3 dana uoči 15 obljetnice Mercuryjeve smrti.

## CD-ovi

#### CD 1
1. In My Defence (2000 Remix)
2. The Great Pretender (Original 1987 Singl verzija)
3. Living on My Own (1993 Radio Mix)
4. Made in Heaven
5. Love Kills (Original 1984 Singl verzija)
6. There Must Be More To Life Than This
7. Guide Me Home
8. How Can I Go On
9. Foolin' Around (D.M. Radio Remix)
10. Time
11. Barcelona
12. Love Me Like There's No Tomorrow
13. I Was Born to Love You
14. The Golden Boy
15. Mr. Bad Guy
16. The Great Pretender (Malouf Remix)
17. Love Kills (Star Rider Remix)
18. I Can Hear Music (Larry Lurex, 1973 Single verzija)
19. Goin' Back (Larry Lurex, 1973 B-strana)
20. Guide Me Home (Piano verzija Thierryija Langa)

### CD 2
1. Love Kills (Sunshine People Radio Mix)
2. Made in Heaven (Extended verzija)
3. Living on My Own (The Egg Remix)
4. Love Kills (Rank 1 Remix)
5. Mr Bad Guy (Bad Circulation verzia)
6. I Was Born to Love You (George Demure Almost Vocal Mix)
7. My Love Is Dangerous (Extended verzija)
8. Love Making Love (Demo verzija)
9. Love Kills (Pixel82 Remix)
10. I Was Born to Love You (Extended verzija)
11. Foolin' Around (Ranija verzija)
12. Living on My Own (No More Brothers Extended Mix)
13. Love Kills (More Order Rework)
14. Your Kind of Lover (Vokal i Piano verzija)
15. Let's Turn It On (A Capella)

## Top ljestvica
| Zemlja                 | Top ljestvica    | Top ljestvica | Prodano | Prodano |
|                        | Najveća pozicija | Tjedana       | Naklada | Prodano |
| ---------------------- | ---------------- | ------------- | ------- | ------- |
| Italija                | 1(3 tjedna)      |               |         |         |
| Španjolska             | 6                |               |         |         |
| Ujedinjeno Kraljevstvo | 6                | 6             | zlatna  | 100.000 |
| Austrija               | 7                |               |         |         |
| Norveška               | 8                |               |         |         |
| Mađarska               | 9                |               |         |         |
| Portugal               | 11               | 5             |         |         |
| Njemačka               | 13               |               |         |         |
| Francuska              | 14               | 3             |         |         |
| Meksiko                | 14               |               |         |         |
| Švedska                | 14               |               |         |         |
| Švicarska              | 16               |               |         |         |
| Ireland                | 26               | 5             |         |         |
| Nizozemska             | 30               |               |         |         |
| Finska                 | 55               |               |         |         |
| Danska                 | 60               | 3             |         |         |
| Japan                  | 65               | 3             |         |         |
| Belgija                | 69               | 3             |         |         |

## Vanjske poveznice
- Official Freddie Mercury site (Lover of Life Singer of Songs)  Arhivirana inačica izvorne stranice od 28. srpnja 2010. (Wayback Machine)